# Matthew Tuck
 (août 2011).
Si vous disposez d'ouvrages ou d'articles de référence ou si vous connaissez des sites web de qualité traitant du thème abordé ici, merci de compléter l'article en donnant les références utiles à sa vérifiabilité et en les liant à la section « Notes et références ».
Matthew Tuck, né le 20 janvier 1980, à Bridgend (Pays de Galles, est le chanteur principal (et aussi guitariste) du groupe de metalcore mélodique Bullet for My Valentine. Avant de faire partie du groupe, il était vendeur dans un Virgin Megastore. 

## Biographie
À l'âge de 14 ans, Matt Tuck commence à jouer de la guitare. Il dit avoir été influencé par le clip Enter Sandman de Metallica qu'il aurait vu à MTV dans cette période.
Ses groupes préférés sont Arch Enemy, As I Lay Dying, Metallica, Iron Maiden, Judas Priest, Pantera, Machine Head,  Killswitch Engage, Poison the well, Funeral For A Friend, Pink Floyd, In Flames, Aiden.
En novembre 2006, Matt Tuck et son groupe sont obligés de quitter une tournée avec As I lay dying à cause des problèmes de gorge du chanteur. Tuck avait une laryngite et a passé plusieurs mois sans pouvoir chanter, ce qui a retardé la sortie de l'album Scream Aim Fire. Ce dernier est sorti à la fin janvier 2008, plutôt qu'en automne 2007.
Après la sortie de l'album Temper Temper, Matt dit que Bullet est plus un groupe de hard rock que de metal : "Nous aimons écrire des ballades, des morceaux hard rock. Nous sommes un groupe de hard rock, la preuve mes parties de guitare sur Temper Temper sont les plus simples que j'aie jamais enregistrées".
Depuis le 1er mai 2012 il joue dans le groupe Axewound dans l'album Vultures.
Il a aussi participé à la chanson "Repressed" de Apocalyptica en compagnie de Max Cavalera (chanteur de Soulfly) ainsi qu'à la chanson "Ashes" de Black Tide.
Il joue avec des guitares de marque Jackson, BC Rich et plus récemment avec une Gibson Flying V personnalisée avec des micros EMG 81-60, ainsi que sur des amplis Peavey et plus récemment sur des amplis Diezel.
Il est marié à Charlotte Beedell (agent musique) avec laquelle il a un fils, Evann. Après une séparation assez longue en 2016, le couple s'est réconcilié et a eu un deuxième enfant, Freddy Matthew Tuck, né le 24 septembre 2022.

## Matériel
Voici le matériel utilisé par Matt pour son groupe BFMV :
- Guitares :
  - Gibson Flying V avec micro EMG 81-60[1]
  - B.C. Rich Matt Tuck Signature V
  - B.C. Rich JR V NJ Deluxe
  - Jackson Matt Tuck Rhoads (modele signature)
  - Jackson Randy Rhoads Custom RR1T - White
  - Jackson Randy Rhoads RR1T - Black
  - Gibson Les Paul Custom - White Alpine
  - Gibson Les Paul Supreme - White
- Amplis et autres :
  - Peavey 6505 120w Plus Head
  - Mesa Boogie Rectifier 4X12 Slanted Cabinet
  - Morley Bad Horsie 2 Wah Wah Pedal
  - Boss Channel Selector
  - Ibanez Tue Screamer
  - Dunlop Tortex (0,50mm couleur rouge)
  - Dimarzio clip lock
  - Diezel VH4
- Microphones
  - Shure
  - Sennheiser